# Dara II

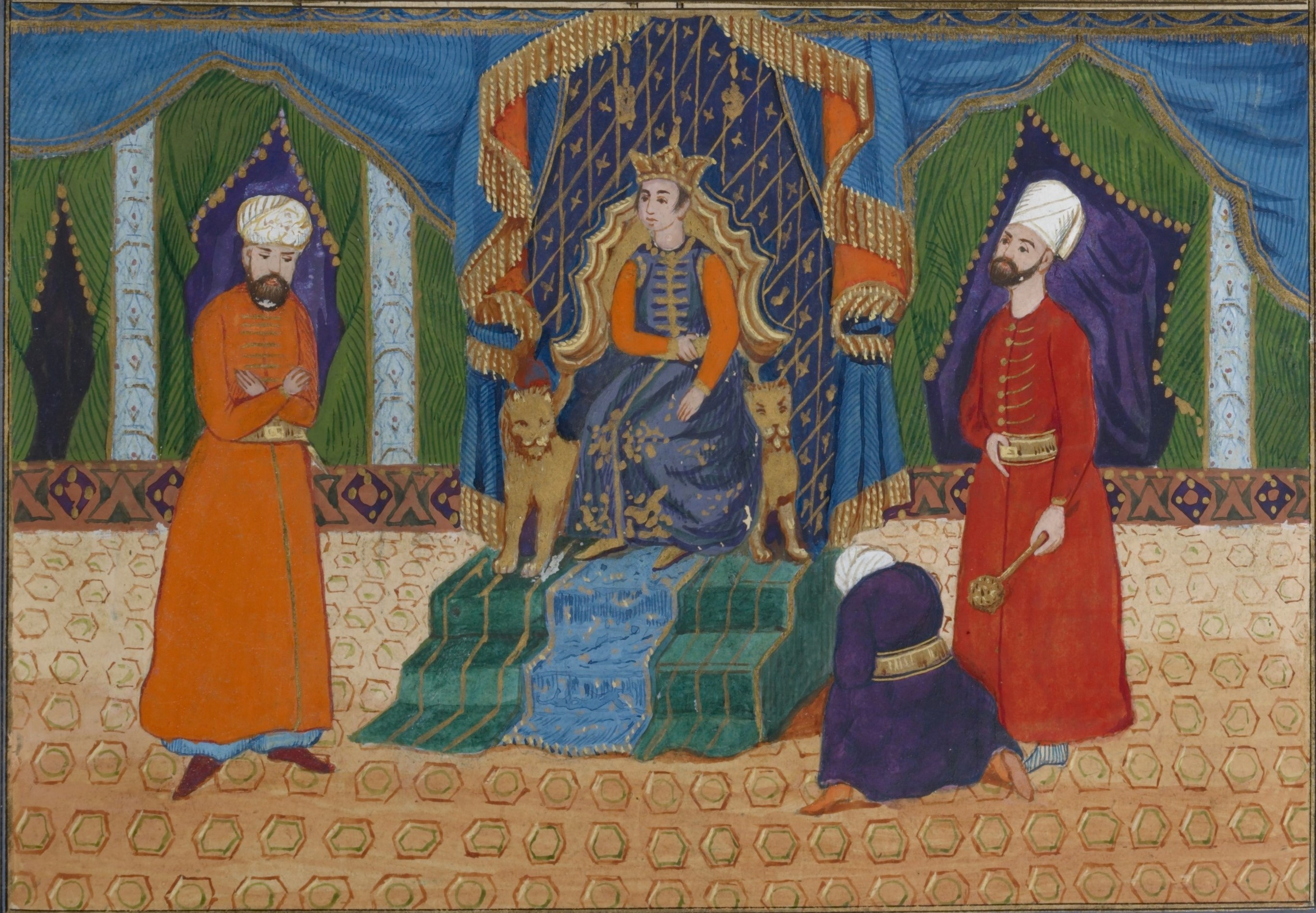
Ilustração do Shahnameh do século XVII de Dara II sentado em seu trono.

Dara I (< *Dārāw < Dāryāw < persa antigo: Dārayavau-; cf. o pálavi Dāy) ou Darabe é uma figura mitológica do folclore iraniano e tradição oral, membro da semi-lendário dinastia caiânida.

## Vida
Dara II era filho de Dara I o último membro da lendária dinastia caiânida. Geralmente é associado nas fontes com o xá aquemênida Dario III (r. 336–331 a.C.). A tradição põe que sua mãe era Manaíde, filha de Hazarmarde, ou Tanrusia, filha de Fastabicum, a ex-esposa do rei do Omã. Era meio-irmão de Escandar (Alexandre III). Quando ascendeu, exigiu tributo de Escandar, que respondeu liderando um exército ao Eufrates, onde encontrou as forças de Dara vindas de Estacar. Uma das tradições coloca que o ataque foi instigado pelo vizir de Dara, cujo irmão havia sido morto por Rasnim, vizir de Dara I. Escandar fingiu ser um emissário com o intuito de descobrir o tamanho do exército iraniano. Após assistir o cerimonial da corte, foi descoberto, mas escapou antes de ser preso. Dara fugiu à Carmânia, onde solicitou ajuda do rei indiano Poro (Fur), que não aceitou. Foi morto por Maiar e Januxiar, que eram seus ministros (dastures), guardas ou emires. Escandar foi levado ao moribundo, que pediu que desposasse sua filha Roxana (ou Boranducte) e vingasse sua morte. A tradição diz que reinou por 14, 13 ou 16 anos e que teve três filhos: Ársaces (Ašk); Ardaxir e um terceiro de nome incerto. A ele é atribuída a fundação de Dara, acima de Nísibis, e talvez Darabeguerde. Se pensa que ordenou que duas copias do Avestá e do Zande fossem mantidas no tesouro real e na fortaleza com os arquivos, respectivamente. Há ainda uma lenda do ídolo de ouro, citada em ibne Nadim, e outras no Darabenama de Mardi ibne Ali de Tarso.